# Aïn Merane
Aïn Merane è un comune dell'Algeria, situato nella provincia di Chlef.